# Ariete (costellazione)
L'Ariete (in latino Aries, simbolo: ) è una delle 88 costellazioni moderne, ed era anche una delle 48 costellazioni elencate da Tolomeo. Sono una costellazione dello zodiaco; si trova tra i Pesci a ovest e il Toro a est ed è una figura caratteristica dei cieli autunnali boreali. Da essa prende il nome il Primo Punto d'Ariete, ossia l'intersezione fra l'equatore celeste e l'eclittica in direzione nord; si tratta del punto in cui si osserva il Sole il giorno dell'equinozio di primavera boreale ed è considerato il grado 0 dell'eclittica. A causa della precessione degli equinozi, oggi questo punto si trova nella costellazione dei Pesci.
Al di là delle due stelle più luminose e di qualche stella doppia la costellazione non contiene molti oggetti di rilievo, sia per la lontananza dalla Via Lattea sia per le sue dimensioni.

## Caratteristiche

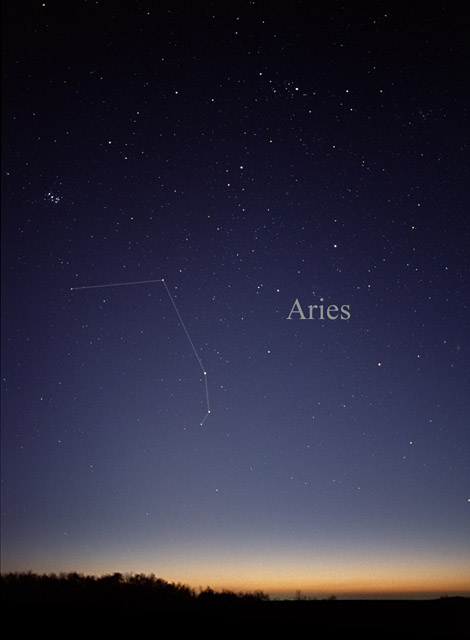
La costellazione dell'Ariete fotografata in prossimità dell'orizzonte ovest.

Si tratta di una costellazione di dimensioni relativamente contenute: occupa infatti 441 gradi quadrati di volta celeste, ossia poco più della metà del vicino Toro. Le sue stelle sono tuttavia abbastanza appariscenti, in particolare Hamal (α Arietis) e Sheratan (β), entrambe di magnitudine 2; altre stelle importanti sono Mesarthim (γ1) e Botein (δ). Tranne quest'ultima, le sue stelle più luminose si concentrano nell'angolo nordoccidentale della costellazione.
L'Ariete si individua con facilità poco a ovest delle Pleiadi e a nord della grande costellazione della Balena. Nella parte nordorientale dell'Ariete nei secoli passati era stata creata una piccola costellazione chiamata Mosca Boreale, caduta poi in disuso e definitivamente soppressa nel 1930; ciò ha comunque comportato un'anomalia nella nomenclatura delle sue stelle.
La costellazione diventa visibile nel cielo serale alla fine dell'estate boreale (settembre) e resta visibile per tutto l'autunno e l'inverno, fino al mese di marzo; dall'emisfero australe invece la sua visibilità è più limitata, anche a causa dell'incremento delle ore di luce nei mesi compresi fra ottobre e dicembre, ossia in quei mesi di massima visibilità nel cielo serale.

### Stelle principali
- Hamal (α Arietis) è la stella principale; di magnitudine 2,01, spicca per il suo colore arancione vivo. Dista da noi 66 anni luce.
- Sheratan (β Arietis) è una stella bianca, di magnitudine 2,64, che fa coppia con Hamal. La sua distanza è stimata sui 60 anni luce.
- 41 Arietis (Bharani) è una stella azzurra di magnitudine 3,61, distante 159 anni luce; curiosamente, non riporta una lettera greca come sigla, nonostante sia più luminosa di altre stelle della costellazione, forse perché in passato attribuita alla costellazione della Mosca Boreale, oggi in disuso.
- γ Arietis (Mesarthim) è una stella bianca di magnitudine 3,88, distante 204 anni luce.

Una curiosità è data dalla stella HD 20644: sebbene sia di magnitudine 4,47 (la sesta stella più luminosa della costellazione), non riporta né una lettera greca, né un numero di Flamsteed.

### Stelle doppie
L'Ariete contiene alcune stelle doppie luminose e facili da risolvere.
- γ Arietis è la più famosa stella doppia della costellazione: nonostante sia un po' più stretta delle altre è infatti ben nota presso gli astronomi amatoriali per essere formata da due stelle azzurre di magnitudine quasi identica. La loro risoluzione richiede ingrandimenti un po' più spinti rispetto alle altre coppie della costellazione, essendo separate da meno di 8".
- 30 Arietis è invece la coppia più ampia: è composta da due astri di sesta e settima magnitudine, entrambi gialli, separati da quasi 40" e dunque risolvibili con uno strumento di piccole dimensioni.
- λ Arietis consiste in una stella primaria di quarta magnitudine, visibile a occhio nudo, più una compagna minore di settima grandezza, con una separazione di oltre 37".
- ε Arietis è una stella di quarta grandezza irrisolvibile con piccoli strumenti; a forti ingrandimenti si risolve in due componenti bianche di pari magnitudine.

| Principali stelle doppie |                                          |                                          |             |             |                                 |        |
| Nome                     | Coordinate equatoriali all'epoca J2000.0 | Coordinate equatoriali all'epoca J2000.0 | Magnitudine | Magnitudine | Separazione (in secondi d'arco) | Colore |
| Nome                     | AR                                       | Dec                                      | A           | B           | Separazione (in secondi d'arco) | Colore |
| γ Arietis                | 01h 53m 32s                              | +19° 17′ 40″                             | 4,75        | 4,83        | 7,8                             | b + b  |
| λ Arietis                | 01h 57m 56s                              | +23° 35′ 46″                             | 4,79        | 7,30        | 37,4                            | g + g  |
| 30 Arietis               | 02h 37m 01s                              | +24° 38′ 50″                             | 6,50        | 7,09        | 38,3                            | g + g  |
| HD 16694                 | 02h 41m 07s                              | +18° 48′ 01″                             | 7,6         | 7,9         | 3,4                             | b + b  |
| ε Arietis                | 02h 59m 13s                              | +21° 20′ 26″                             | 4,63        | 4,63        | 1,5                             | b + b  |
| HD 21437                 | 03h 28m 01s                              | +20° 27′ 51″                             | 7,0         | 7,3         | 6,9                             | b + g  |

### Stelle variabili
L'Ariete contiene alcune stelle variabili osservabili anche con un binocolo.
La più brillante è la RX Arietis, una variabile semiregolare che in fase di massima ha una magnitudine pari a 5,6, dunque visibile anche senza strumenti in un cielo buio; in circa un mese scende fino alla magnitudine 6,0, quasi sparendo dalla vista a occhio nudo.
Le variabili Mireidi più luminose in fase di massima sono la R Arietis e la U Arietis, le quali però raggiungono solo la settima magnitudine.
| Principali stelle variabili |                                          |                                          |             |             |                  |                       |
| Nome                        | Coordinate equatoriali all'epoca J2000.0 | Coordinate equatoriali all'epoca J2000.0 | Magnitudine | Magnitudine | Periodo (giorni) | Tipo                  |
| Nome                        | AR                                       | Dec                                      | Max.        | Min.        | Periodo (giorni) | Tipo                  |
| R Arietis                   | 02h 16m 07s                              | +25° 03′ 24″                             | 7,4         | 13,7        | 186,78           | Mireide               |
| T Arietis                   | 02h 48m 20s                              | +17° 30′ 34″                             | 7,5         | 11,3        | 316,6            | Semiregolare pulsante |
| U Arietis                   | 03h 11m 03s                              | +14° 47′ 58″                             | 7,2         | 15,2        | 371,13           | Mireide               |
| RR Arietis                  | 01h 55m 51s                              | +23° 34′ 38″                             | 6,4         | 6,8         | 47,9             | Eclisse               |
| RZ Arietis                  | 02h 55m 48s                              | +18° 19′ 54″                             | 5,62        | 6,01        | 30:              | Semiregolare          |
| UX Arietis                  | 03h 26m 35s                              | +28° 42′ 54″                             | 6,26        | 6,62        | 6,4379           | Eclisse               |
| UW Arietis                  | 03h 07m 26s                              | +17° 52′ 48″                             | 6,10        | 6,23        | 0,1528           | Pulsante (var. β Cep) |
| VW Arietis                  | 02h 26m 46s                              | +10° 33′ 55″                             | 6,64        | 6,76        | 0,149            | Pulsante (var. δ Sct) |

## Oggetti del profondo cielo
I pochi oggetti del profondo cielo nell'Ariete sono relativamente deboli. Non sono presenti oggetti appartenenti alla Via Lattea di facile osservazione: nell'estremo settore di nord-est si osservano alcune nebulose oscure o parzialmente illuminate, che fanno parte della regione di formazione stellare compresa fra Perseo e il Toro e nota come Nube di Perseo.
Gran parte delle galassie visibili in Ariete sono deboli e remote; la più appariscente è NGC 772, posta a sudest di β Arietis e osservabile anche con telescopi di 15–20 cm di diametro, e la piccola NGC 821, a sud.
| Principali oggetti non stellari |                                          |                                          |          |             |                                        |              |
| Nome                            | Coordinate equatoriali all'epoca J2000.0 | Coordinate equatoriali all'epoca J2000.0 | Tipo     | Magnitudine | Dimensioni apparenti (in primi d'arco) | Nome proprio |
| Nome                            | AR                                       | Dec                                      | Tipo     | Magnitudine | Dimensioni apparenti (in primi d'arco) | Nome proprio |
| NGC 772                         | 01h 59m 20s                              | +19° 00′ 22″                             | Galassia | 10,4        | 4,2 x 4,3                              |              |
| NGC 821                         | 02h 08m 21s                              | +10° 59′ 44″                             | Galassia | 11,2        | 2,6 x 1,6                              |              |
| NGC 972                         | 02h 34m 13s                              | +29° 18′ 42″                             | Galassia | 11,4        | 3,3 x 1,7                              |              |

## Sistemi planetari
Nell'Ariete sono stati scoperti alcuni sistemi planetari; Teegarden b è al 2022 il pianeta più simile alla Terra mai scoperto (ESI del 95%), nonché uno dei più vicini (12,5 anni luce); quello della stella HIP 14810 è conosciuto per avere tre pianeti confermati, fra cui un pianeta gioviano caldo, posti tutti su orbite più interne alle 2 UA. HD 12661 è una nana gialla con due pianeti confermati, il più interno dei quali possiede un'orbita molto eccentrica.
| Sistemi planetari   |                                          |                                          |             |                    |                              |
| Nome del sistema    | Coordinate equatoriali all'epoca J2000.0 | Coordinate equatoriali all'epoca J2000.0 | Magnitudine | Tipo di stella     | Numero di pianeti confermati |
| Nome del sistema    | AR                                       | Dec                                      | Magnitudine | Tipo di stella     | Numero di pianeti confermati |
| Stella di Teegarden | 02h 53m 01s                              | +16° 52′ 53″                             | 17,5        | Nana rossa         | 2 (b - c)                    |
| HD 12661            | 02h 04m 34s                              | +25° 24′ 52″                             | 7,44        | Nana gialla        | 2 (b - c)                    |
| 30 Arietis B        | 02h 37m 01s                              | +24° 38′ 53″                             | 7,09        | Nana bianco-gialla | 1 (b)                        |
| WASP-11/HAT-P-10    | 03h 09m 29s                              | +30° 40′ 25″                             | 11,89       | Nana arancione     | 1 (b)                        |
| HIP 14810           | 03h 11m 14s                              | +21° 05′ 51″                             | 8,52        | Nana gialla        | 3 (b - c - d)                |
| HD 20367            | 03h 17m 40s                              | +31° 07′ 38″                             | 6,40        | Nana gialla        | 1 (b)                        |

## Mitologia

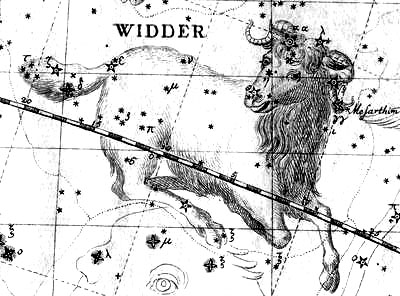
L'Ariete dal vello d'oro, da Uranographia di Johann Bode.

Non deve sorprendere trovare un ariete in cielo, poiché spesso gli arieti erano sacrificati agli dei e Zeus stesso fu qualche volta identificato con un ariete. Ma i mitografi concordano nel considerare speciale quest'Ariete, che è quello il cui Vello d'oro fu l'obiettivo del viaggio di Giasone e degli Argonauti. L'Ariete comparve sulla Terra nell'esatto istante in cui il re Atamante di Beozia si accinse a sacrificare suo figlio Frisso per allontanare una carestia incombente.
Il re Atamante e sua moglie Nefele non erano una coppia felice, e allora Atamante si unì a Ino, figlia del Re Cadmo della vicina Tebe. A Ino non andavano a genio i figliastri, Frisso ed Elle, e organizzò una cospirazione per farli uccidere. Cominciò a bruciare il grano per evitare che ci fosse un raccolto. Quando Atamante chiese aiuto all'Oracolo di Delo, Ino corruppe i messaggeri affinché ritornassero con la risposta falsa che Frisso doveva essere sacrificato per salvare il raccolto.
A malincuore, Atamante portò suo figlio in cima al Monte Lafisto, che sovrastava il suo palazzo a Orcomeno. Era sul punto di sacrificare Frisso a Zeus quando Nefele intervenne per salvare suo figlio, mandando giù dal cielo un ariete alato dal vello d'oro. Frisso s'arrampicò sul dorso dell'animale, dove fu raggiunto da sua sorella Elle che anche temeva per la propria vita. Volarono via in direzione est verso la Colchide, che si trovava sulla sponda orientale del Mar Nero, sotto le Montagne del Caucaso (nella Georgia odierna). Lungo il percorso Elle non riuscì a mantenere la presa e cadde nel canale fra l'Europa e l'Asia, i Dardanelli, che in suo ricordo i Greci chiamarono Ellesponto. Una volta raggiunta la Colchide, Frisso sacrificò l'ariete a Zeus in segno di gratitudine. Regalò il suo vello d'oro al terribile Re della Colchide, Eeta, che, in cambio, gli concesse la mano di sua figlia Calciope.
Dopo la morte di Frisso il suo fantasma ritornò in Grecia per perseguitare suo cugino Pelia, che si era impadronito del trono di Iolco in Tessaglia. Il vero successore a quel trono era Giasone. Pelia promise di lasciarglielo se gli avesse portato dalla Colchide il vello d'oro. Fu questa la sfida che diede il via all'epico viaggio di Giasone e degli Argonauti.
Al suo arrivo in Colchide, come prima cosa, Giasone chiese educatamente al re Eeta di dargli il vello che pendeva da una quercia in un bosco sacro, custodito da un enorme serpente sempre sveglio. Il re Eeta non accolse la sua richiesta. Fortunatamente per il buon esito della spedizione, la figlia del re, Medea, s'innamorò di Giasone e si offrì di aiutarlo a rubare il vello. Di notte i due furtivamente si recarono nel bosco dove il vello d'oro brillava come una nuvola illuminata dal Sole nascente. Medea ammaliò il serpente così da farlo addormentare mentre Giasone portava via il vello. Secondo Apollonio Rodio, il vello era delle dimensioni della pelle di una giovane mucca, e quando Giasone se lo buttò sulle spalle quello lo coprì fino ai piedi. Il terreno prese a brillare della luce che quella lana dorata lasciava dietro di sé mentre Giasone e Medea scappavano. Quando finalmente non furono più inseguiti dalle truppe del Re Eeta, essi usarono il vello come coperta per il loro talamo. Il suo luogo di riposo finale fu il tempio di Zeus a Orcomeno, dove Giasone lo appese al suo rientro in Grecia.
Nelle vecchie carte celesti l'ariete è rappresentato in posizione accucciata, ma senza ali, con la testa rivolta verso il Toro. Non è una figura che si distingue bene in cielo. Il suo tratto più evidente è una linea curva di tre stelle, che segna il punto della testa. Di queste tre stelle, Alfa dell'Ariete si chiama Hamal, dalla parola araba che significa agnello; Beta dell'Ariete è Sheratan, che in arabo vuol dire «due» di qualche cosa (forse due segni o due corna, poiché originariamente si usava sia per questa stella sia per quella vicina, Gamma dell'Ariete) e Gamma dell'Ariete è Mesarthim, una curiosa rielaborazione di al-sharatan, il nome che prima aveva in comune con Beta dell'Ariete.
In astronomia, l'Ariete ha molta più importanza di quanto non farebbe pensare la sua brillantezza, poiché ai tempi dei Greci conteneva il punto cardinale noto come equinozio di primavera. È questo il punto in cui il Sole attraversa l'equatore celeste da sud a nord; ma l'equinozio di primavera non è fisso, a causa della lenta oscillazione dell'asse terrestre nota come precessione degli equinozi.
Quando, intorno al 130 a.C., il grande astronomo greco Ipparco definì la posizione dell'equinozio di primavera, questo punto si trovava a sud della stella Mesarthim (γ Arietis). Fu allora fissato qui l'inizio dello zodiaco, e quindi l'equinozio di primavera fu comunemente noto come il Primo Punto d'Ariete. A causa della precessione, l'equinozio di primavera si è spostato di circa 30 gradi dai tempi di Ipparco e attualmente si trova nella confinante costellazione dei Pesci. Ciò nonostante, esso viene ancora saltuariamente chiamato il primo punto dell'Ariete. Presso gli antichi egizi, quando il punto vernale si spostò nella costellazione, l'Ariete venne associato al dio Amon-Ra, rappresentato come un uomo con la testa di ariete, simbolo di fertilità e creatività. La costellazione era anche chiamata come l'Indicatore della rinascita del Sole.

## Astrologia
A causa del fenomeno della precessione degli equinozi, non esiste più alcuna corrispondenza sulla volta celeste fra la costellazione astronomica dell'Ariete e il relativo segno zodiacale, sebbene, secondo gli astrologi, le caratteristiche ascritte in astrologia al segno zodiacale corrispondente sarebbero in realtà relative al simbolismo della figura che le stelle nella volta celeste ritraggono, e non come erroneamente si pensa alla loro intrinseca posizione.

## Manga e anime
Nel Manga/Anime "Fairy Tail" (フェアリーテイル Fearī Teiru?) di Hiro Mashima, "Aries" (アリエス Ariesu?) è una timida e giovane donna con corna da pecora che evoca nuvole di lana da lanciare ai propri avversari, è uno dei "Spiriti Stellari" (星霊 seirei?) delle chiavi di Lucy Heartphilia (ルーシイ ハートフィリア Rushi Hatofiria).
Nel Manga/Anime "Saint Seiya" (聖闘士星矢 Seinto Seiya, in Italia I Cavalieri dello zodiaco) di Masami Kurumada, "Shion" e poi "Mur" sono i Cavalieri d'Oro (黄金聖闘士 Gold Saints) di Athena. Mu compare nella serie classica, nei manga Episode G e Saintia Sho, nella serie OAV Soul of Gold e fa alcuni camei nei manga The Lost Canvas e Next Dimension e nell'anime Saint Seiya Ω. Shion è il predecessore di Mu, nonché suo maestro, e compare nella serie classica, in Episode G (seppur in pochi capitoli), The Lost Canvas e in Next Dimension. Dopo aver abbandonato il titolo di Gold Saint è diventato Grande Sacerdote, carica che mantiene fino alla sua morte per mano di Saga dei Gemelli.